# Серая аулия
Серая аулия (лат. Laniocera hypopyrra) — вид птиц из семейства титировых (Tityridae). Птицы обитают в субтропических и тропических низменных влажных и затопляемых лесах, на высоте 0—900 метров над уровнем моря, по всей Амазоно-Оринокской низменности, включая юго-восток Колумбии, юг и восток Венесуэлы (к северу до юго-восточного Сукре), Гайану, Французскую Гвиану, восточный Эквадор, восточный Перу, северную Боливию и в амазонскую Бразилию; изолированная популяция обитает на юго-востоке штата Баия и на севере Эспириту-Санту в прибрежной восточной Бразилии. Статус в Красной книге МСОП — «вызывающий наименьшие опасения» (англ. Least Concern).
Длина тела 21 см, масса около 50 граммов.
Птенцы серой аулии мимикрируют под ядовитых гусениц из семейства Megalopygidae: они обладают ярко-оранжевой окраской, длинным, не опадающим в течение длительного промежутка времени и смахивающим на волоски пухом. Птенцы двигают головой из стороны в сторону, тем самым создавая впечатление передвигающейся гусеницы. 